# Rosenthal-Bielatal
Rosenthal-Bielatal je obec v německé spolkové zemi Sasko, nacházející se v zemském okrese Saské Švýcarsko-Východní Krušné hory. Má přibližně 1 600 obyvatel.

## Geografie
Rosenthal-Bielatal leží v oblasti Saského Švýcarska na česko-německé státní hranici. Nadmořská výška se pohybuje od 533 m v blízkosti státní hranice až k 160 m v ústí Cunnersdorfského potoka do Bělé. Obcí neprochází železnice.

## Historie
Rosenthal je v písemných pramenech prvně zmiňován roku 1356 jako „Rosental“, Bielatal pak v roce 1412 jako „die Bela“. K sloučení do té doby samostatných obcí došlo roku 1994.

## Správní členění
Rosenthal-Bielatal se dělí na 2 místní části.
- Bielatal
- Rosenthal

## Starostovské volby 2022
Ve starostovských volbách 12. června 2022 byl starostou zvolen Tino Bernhardt (Freie Wähler Rosenthal-Bielatal), který získal 60,3 % hlasů.

## Pamětihodnosti
- Skalní město[5]
- jeskyně (Bennova, Ledová, 19 metrů hluboká Švédská jeskyně a další)
- lovecký zámek Bielatal
- kostel svatého Havla v Bielatalu

## Osobnosti
- Gottfried August Homilius (1714–1785) – skladatel, pianista, učitel a varhaník
- Karl Gottlob Clausnitzer (1714–1788) – luterský teolog
- Kersten Lahl (* 1948) – bývalý generálporučík a prezident Bundesakademie für Sicherheitspolitik v Berlíně